# Rote Kämpfer
Les Rote Kämpfer (Combattants rouges, RK) forment une organisation communiste allemande sous la République de Weimar et le Troisième Reich. Elle est fondée comme organisation clandestine issue de la tradition du communisme de conseils au début des années 1930, et continue ses activités en tant que groupe de résistance au nazisme jusqu'en 1936.

## Historique
Entre 1931 et 1932 est fondé le groupe qui donne naissance aux Rote Kämpfer. Parmi ses fondateurs figurent d'anciens membres du Parti communiste ouvrier d'Allemagne (KAPD, faction d'Essen) comme Arthur Goldstein, Bernhard Reichenbach, Alexander Schwab et Karl Schröder, dont certains avait entre-temps adhéré au SPD dans l'opposition de gauche. L'Association des sciences sociales (Sozialwissenschaftlichen Vereinigung), une association d'étude marxiste non partisane fondée à Berlin en 1924, joue un rôle central dans la constitution de l'organisation. D'autres membres, en particulier dans la Ruhr et la Saxe, venaient de l'aile gauche du SAPD et de la Sozialistische Arbeiter-Jugend (SAJ). Parmi les membres figuraient également l'écrivain Franz Jung, également ancien kapiste.
Par ailleurs, les RK étaient en contact avec divers organisations et militants de gauche, comme Heinz Kühn, dirigeant de la section jeunesse de la Reichsbanner, lui-même proche du SAP bien que militant au SPD, ou avec Karl Korsch et les organisations des gauches communiste et socialiste allemandes (SAPD, SAJ, KAPD, KAU, KPD-O etc.), bien que les débats stratégiques et idéologiques restent vifs. Au total, le groupe comprenait environ 400 membres, principalement à Berlin et dans les régions de la Saxe et de la Ruhr. En Tchécoslovaquie même, un groupe d'ouvriers communistes de conseil germanophones des Sudètes rejoint les Rote Kämpfer conscient de la nécessité d'un organisation clandestine face à la montée du nazisme dans la région. Les RK publient la circulaire bimensuelle Der Rote Kämpfer, rebaptisée Der Arbeiterkommunist ("Le Communiste-ouvrier") au printemps 1936.
Les Roten Kämpfer sont fondés après la crise de 1929, l'analyse qui conduit à cette fondation envisage la probabilité extrême de l'apparition d'une dictature en Allemagne, à la suite de la crise du capitalisme conjointe à la crise politique générale. Les RK adoptent donc une organisation clandestine dès ce moment pour s'y préparer, avant la prise de pouvoir par le NSDAP le 30 Janvier 1933. Jusqu'à la fin de l'année 1936, les RK ne sont pas repérés et échappent à la Gestapo grâce au fonctionnement rigoureusement clandestin de leur organisation. Le groupe est cependant identifié et écrasé entre 1936 et 1937, 150 de ses membres sont arrêtés, beaucoup d'entre eux sont condamnés à la détention en pénitencier ou déportés vers les camps de concentration.
Au début des années 1940, des militants berlinois des Rote Kämpfer reconstituent une organisation clandestine. Le groupe est rejoint par les membres les plus légèrement condamnés qui sortent alors de prison, comme Franz Peter Utzelmann, Ernst Froebel. Le groupe d'une dizaine de personnes se concentre sur la mise en place d'une organisation clandestine pour aider et soulager les difficultés sociales des familles de personnes persécutées et pour soutenir les clandestins avec de l'argent et de la nourriture. Froebel est chargé d'établir des liens avec les familles juives persécutées pour organiser des réseaux d'aides, mais ces efforts sont peu fructueux et Ernst Froebel est par la suite envoyé au bataillon punitif 999 (Strafbataillon 999), comme plusieurs autres membres des RK.
Arthur Goldstein, qui s'était exilé dès 1933 en France où il avait essayer d'organiser une liaison étrangère pour les RK, est assassiné le 25 juin 1943 par les SS, après avoir été déporté à Auschwitz depuis le camp de Drancy. Alexander Schwab est mort en novembre 1943 au pénitencier de Zwickau, après sept ans de captivité.
Après 1945, la plupart des membres survivant du groupe sont restés dans les zones occidentales ou dans les secteurs occidentaux de Berlin. Certains sont restés politiquement indépendants. Parmi eux, Willy Huhn, qui après un bref passage au SED en 1946 puis au SPD, dont il est exclu pour avoir fait une critique de son rôle historique depuis la Révolution allemande, a occupé une position de premier plan en tant que rédacteurs pour les journaux Neues Beginnen – Blätter internationaler Sozialisten (1947–1950, 1951–1954), Pro und contra (1950–1954) et Funken (1951–1959), et qui fut un mentor de l'aile marxiste de la Sozialistischer Deutscher Studentenbund. D'autres anciens membres des Rote Kämpfer ont rejoint le SPD. Notamment, Erwin Lange, qui fut élu au Bundestag de 1949 à 1980 pour le SPD, et Fritz Riwotzki, qui devint plus tard chef de la police à Dortmund.